# Nothofagus grandis
Nothofagus grandis är en tvåhjärtbladig växtart som beskrevs av Cornelis Gijsbert Gerrit Jan van Steenis. Nothofagus grandis ingår i släktet Nothofagus och familjen Nothofagaceae. Inga underarter finns listade i Catalogue of Life.